# Breitenau (Gemeinde Molln)
Breitenau ist eine Ortschaft in der Marktgemeinde Molln im Bezirk Kirchdorf in Oberösterreich. Sie ist in die Katastralgemeinden Außerbreitenau und Innerbreitenau untergliedert. Die Ortschaft hat 474 Einwohner (Stand 1. Jänner 2024).

## Geografie
Die östlich von Molln an der Nordseite des Nationalparks Kalkalpen liegende Ortschaft befindet sich beiderseits der Krummen Steyrling und ist nur über eine Stichstraße erreichbar, die in Scheiblingau endet, von wo der Nationalpark betreten werden kann.
Am 1. April 2020 umfasste die Ortschaft 226 Adressen.

## Geschichte
Der Begriff Breitenau wurde (im 19. Jahrhundert) als amtliche Bezeichnung für die Mollner Siedlungsgebiete Gradau, Gstad, Hausbach, Innerbreitenau, Jaidhaus, Rabach, Roß, Roßberg, Schattseite, Sonnseite, Steyern und Welchau eingeführt. Laut Adressbuch von Österreich waren im Jahr 1938 in Breitenau ein Binder, vier Gastwirte, ein Gemischtwarenhändler, ein Holzwarenerzeuger, ein Kalkwerk, zwei Landesproduktehändler, eine Mühle, ein Sägewerk, zwei Schmiede, ein Schuster, ein Sensenwerk, ein Wagner und einige Landwirte ansässig.

## Wirtschaft
Der Kalkstein-Abbau-Betrieb „Trichterabbau Pfaffenboden“ wurde im Jahr 2005 mit dem UEPG Sustainable Development Award, einer Auszeichnung für nachhaltige Rohstoffgewinnung, ausgezeichnet. 

Im Gebiet In den Sanden in der Breitenau finden seit März 2024 finden die kontroversiell diskutierten Gasbohrungen in der Nähe des Naturschutzgebietes Jaidhaus statt. 
Ein Großprojekt in der Breitenau ist das Pumpspeicherkraftwerk der Firma Bernegger.

## Sehenswürdigkeiten
In der Ortschaft Breitenau befinden sich die denkmalgeschützten Gebäude Filialkirche Innerbreitenau, Forstamt Breitenau, Forsthaus Annasberg, Jagdhaus, sog. Jaidhaus und das ehemalige Presshaus Rosenegg.

## Film
Die Dreharbeiten für den Film Rebellen der Berge – Wilderer fanden 2019 unter anderem in der Breitenau, im Gasthaus Forsthub, im Hoisn-Haus und im „Museum im Dorf“ in Molln statt.